# Bathythrix medialis
Bathythrix medialis är en stekelart som beskrevs av Henry Keith Townes, Jr. 1983. Bathythrix medialis ingår i släktet Bathythrix och familjen brokparasitsteklar. Inga underarter finns listade.